# Houris (roman)
Pour les articles homonymes, voir Houri (homonymie).
Houris est un roman de Kamel Daoud, publié en août 2024. Il obtient le prix Goncourt en novembre suivant.

## Résumé
Aube est une jeune coiffeuse, seule rescapée de sa famille pendant les « années noires » ; elle en conserve la trace physique sous forme d'une grave cicatrice à la gorge, qui la prive de l'usage de la parole,, 

## Polémiques

### Interdiction du livre en Algérie
Dès sa parution, le livre suscite de fortes émotions et de vives tensions entre Paris et Alger. En Algérie, il est alors encore illégal de publier un livre évoquant la guerre civile de 1991 à 2002. Le livre est donc interdit en Algérie, et les éditions Gallimard sont écartées du salon international du livre d'Alger 2024.

### Accusation de violation du secret médical
Le 16 novembre 2024, après la remise du prix Goncourt, le média algérien ONE TV diffuse une enquête du journaliste Younes Sabeur Cherif dans laquelle il interviewe une femme qui estime qu'elle reconnaît dans le personnage principal de Houris les moindres détails de sa vie, vie qu'elle a racontée depuis 2015 à sa psychiatre qui est la femme de Kamel Daoud.
De leurs côtés, l'éditeur Gallimard et l'auteur dénoncent une campagne diffamatoire,, tandis qu'en Algérie, « l'affaire » Kamel Daoud déterre le procès de la guerre civile.
Au mois d’août 2024, deux plaintes ont été déposées à Oran contre l'écrivain Kamel Daoud et son épouse Aicha Dehdouh, la psychiatre qui a soigné la victime « Saâda Arbane », pour « violation du secret médical, ainsi que sur la diffamation des victimes du terrorisme et la violation de la loi sur la réconciliation nationale », qui interdit toute publication sur la période de la décennie noire (1992-2002).
Jusqu'à fin 2024, Daoud n'avait pas nié directement avoir reçu des informations médicales sur Arbane de la part de son épouse — ni dans sa tribune publiée par Le Point le 3 décembre, ni dans son entrevue sur France Inter quelques jours plus tard. Dans les deux cas, Daoud a parlé de ses méthodes, du caractère d’Arbane, du caractère de sa femme — tout cela sans dire explicitement qu'Aicha Dehdouh n'avait pas partagé d'informations.

### Mandats d'arrêt
Le 7 mai 2025, l'Algérie émet deux mandats d'arrêt internationaux envers Kamel Daoud, l'accusant de non-respect de la vie privée, basés sur la polémique autour de l'accusation de violation du secret médical. Jacqueline Laffont-Haïk, l'avocate de Daoud, estime que « Les motivations de tels mandats algériens ne pourraient qu’être politiques et s’inscrire dans un ensemble de procédures menées pour réduire au silence un écrivain dont le dernier roman évoque les massacres de la décennie noire en Algérie », et annonce l'intention de son client de contester les mandats auprès d'Interpol.

## Prix littéraires
Le prix Goncourt est attribué au roman le 4 novembre 2024, au premier tour de vote,.
Le roman a reçu le prix Landerneau des lecteurs le 23 octobre 2024.

## Éditions
Première édition :
- Houris, Paris, Gallimard, coll. « Blanche », 2024, 413 p. (ISBN 978-2-07-299999-4, SUDOC 280009682, présentation en ligne)  — Prix Goncourt 2024.